# Dazey
Dazey è un comune degli Stati Uniti, situato nella Contea di Barnes nello Stato del Dakota del Nord. Nel censimento del 2000 la popolazione era di 91 abitanti. La città è stata fondata nel 1883.

## Geografia fisica
Secondo i rilevamenti dell'United States Census Bureau, la località di Dazey si estende su una superficie di 1,00 km², tutti occupati da terre.

## Popolazione
Secondo il censimento del 2000, a Dazey vivevano 91 persone, ed erano presenti 23 gruppi familiari. La densità di popolazione era di 92 ab./km². Nel territorio comunale si trovavano 47 unità edificate. Per quanto riguarda la composizione etnica degli abitanti, il 100% era bianco.
Per quanto riguarda la suddivisione della popolazione in fasce d'età, il 25,3% era al di sotto dei 18, il 2,2% fra i 18 e i 24, il 28,6% fra i 25 e i 44, il 20,9% fra i 45 e i 64, mentre infine il 23,1% era al di sopra dei 65 anni di età. L'età media della popolazione era di 42 anni. Per ogni 100 donne residenti vivevano 97,8 maschi.